# ATC kod A06
ATC kod A06 Laksativi su terapeutska podgrupa sistema za anatomsko terapeutsko hemijsku klasifikaciju. Ovaj sistem alfanumeričkih kodova je razvio  za klasifikaciju lekova i drugih medicinskih proizvoda.  Podgrupa A06 je deo anatomske grupe A Alimentarni trakt i metabolizam.

Kodovi za veterinarsku upotrebu (ATCvet kodovi) se mogu formirati stavljanjem slova Q ispred humanih ATC kodova: QA06... 
Nacionalna izdanja ATC klasifikacije mogu da obuhvataju dodatne kodove koji nisu prisutni na ovoj listi.

### A06AA Omekšivači,ovlaživači
A06AA01 Tečni parafin
A06AA02 Dokusat natrijum
A06AA51 Tečni parafin, kombinacije

### A06AB Kontaktni laksativi
A06AB01 Oksifenisatin
A06AB02 Bisakodil
A06AB03 Dantron
A06AB04 Fenolftalein
A06AB05 Kastorovo ulje
A06AB06 Sena glikozidi
A06AB07 Kaskara
A06AB08 Natrijum pikosulfat
A06AB09 Bizoksatin
A06AB20 Kontaktni laksativi u kombinaciji
A06AB30 Kontaktni laksativi u kombinaciji sa beladona alkaloidima
A06AB52 Bisakodil, kombinacije
A06AB53 Dantron, kombinacije
A06AB56 Sena glikozidi, kombinacije
A06AB57 Kaskara, kombinacije
A06AB58 Natrijum pikosulfat, kombinacije

### A06AC Formirači obima
A06AC01 Ispaghula
A06AC02 Etuloza
A06AC03 Sterkulija
A06AC05 Lan
A06AC06 Metilceluloza
A06AC07 Tritikum (pšenična vlakna)
A06AC08 Polikarbofilni kalcijum
A06AC51 Ispaghula, kombinacije
A06AC53 Sterkulija, kombinacije
A06AC55 Lan, kombinacije

### A06AD Laksativi sa osmotskim dejstvom
A06AD01 Magnezijum karbonat
A06AD02 Magnezijum oksid
A06AD03 Magnezijum peroksid
A06AD04 Magnezijum sulfat
A06AD10 Mineralne soli u kombinaciji
A06AD11 Laktuloza
A06AD12 Laktitol
A06AD13 Natrijum sulfat
A06AD14 Pentaeritritil
A06AD15 Makrogol
A06AD16 Manitol
A06AD17 Natrium fosfat
A06AD18 Sorbitol
A06AD19 Magnezijum citrat
A06AD21 Natrijum tartrat
A06AD61 Laktuloza, kombinacije
A06AD65 Makrogol, kombinacije

### A06AG Klistiri
A06AG01 Natrijum fosfat
A06AG02 Bisakodil
A06AG03 Dantron, uključujući kombinacije
A06AG04 Glicerol
A06AG06 Ulje
A06AG07 Sorbitol
A06AG10 Dokusat natrijum, uključujući kombinacije
A06AG11 Laurilsulfat, uključujući kombinacije
A06AG20 Kombinacije

### A06AH Antagonisti perifernih opioidnih receptora
A06AH01 Metilnaltrekson bromid
A06AH02 Alvimopan

### A06AX Drugi laksativi
A06AX01 Glicerol
A06AX02 Lekovi koji proizvode ugljen-dioksid
A06AX03 Lubiproston